# Kyselina chlorná
Kyselina chlorná je velmi slabá kyselina s chemickým vzorcem HClO. Vzniká při rozpouštění chloru ve vodě. Nelze ji izolovat v čisté formě, protože rychle přechází na svůj prekurzor (viz níže). Jejím anhydridem je oxid chlorný. Kyselina chlorná se používá jako bělidlo, oxidační činidlo, deodorant a dezinfekce.

## Vznik
Zaváděním chloru do vody vzniká současně kyselina chlorovodíková (HCl) a kyselina chlorná:
Cl2 + H2O ⇌ HClO + HCl

## Použití

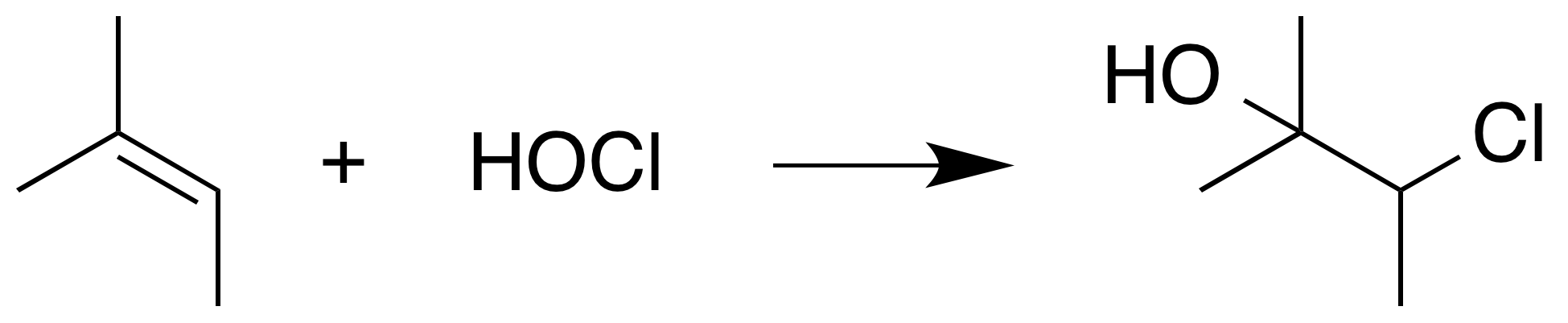
Reakce kyseliny chlorné s 2-methyl-2-butenem

V organické syntéze kyselina chlorná konvertuje alkeny na chlorhydriny.
V biologii vzniká kyselina chlorná v aktivovaných neutrofilech peroxidací chloridových iontů prostřednictvím myeloperoxidázy a přispívá k ničení bakterií. To se využívá při úpravě vody, například v chlornanových prostředcích pro bazény.

## Chemické reakce
Ve vodném roztoku kyselina chlorná částečně disociuje na chlornanový anion ClO−:
HClO ⇌ ClO− + H+
Soli kyseliny chlorné se nazývají chlornany. Jedním z nejznámějších chlornanů je chlornan sodný (NaClO), aktivní složka v bělidlech a dezinfekčních prostředcích.
Na slunečním světle se kyselina chlorná rozkládá na kyselinu chlorovodíkovou a kyslík, reakci lze zapsat takto:
2HClO ⇌ 2HCl + O2
Kyselina chlorná je považována za silnější oxidant než chlor.
HClO reaguje s HCl za vzniku plynného chloru:
HClO + HCl → H2O + Cl2

### Reaktivita HClO s biomolekulami
Kyselina chlorná reaguje s širokou škálou biomolekul, včetně DNA, RNA, mastnými kyselinami, cholesterolem a bílkovinami.

#### Reakce s bílkovinnými sulfhydrylovými skupinami
Knox a spol. poprvé zmínili, že HClO je sulfhydrylový inhibitor. Je jím proto, že oxiduje sulfhydrylové skupiny, což vede k tvorbě disulfidových vazeb, které mohou vést k prokřížení bílkovin. Mechanismus oxidačního účinku HClO na sulfhydryly je podobný jako u chloraminu a může být jen bakteriostatický, protože rozptýlí-li se zbytkový chlor, některé funkce sulfhydrylů se mohou obnovit. Jedna sulfhydrylová aminokyselina může zachytit až čtyři molekuly HClO. V souladu s tím se došlo k tvrzení, že sulfhydrylové skupiny aminokyselin obsahujících síru lze oxidovat celkem třikrát, třemi molekulami HClO, zatímco čtvrtá molekula HClO reaguje s α-aminovou skupinou. První reakcí vzniká kyselina sulfenová (R-SOH), následně kyselina sulfinová (R-SO2H) a nakonec kyselina sulfonová (R-SO3H). Každý z meziproduktů může také kondenzovat s jinou sulfhydrylovou skupinou, což způsobuje prokřížení a agregaci bílkovin. Kyseliny sulfinové a sulfonové se tvoří jen při vysoké molaritě HClO, disulfidy vznikají primárně při baktericidních úrovních. Disulfidové vazby mohou také být oxidovány HClO na kyselinu sulfinovou. Protože oxidace sulfhydrylů a disulfidů vede ke vzniku kyseliny chlorovodíkové, tento proces snižuje množství přítomné kyseliny chlorné.

#### Reakce s bílkovinnými aminoskupinami
Kyselina chlorná silně reaguje s aminokyselinami, které mají postranní řetězce, kdy chlor z HClO nahrazuje vodík a vznikají tak organické chloraminy. Chlorované aminokyseliny se rychle rozkládají, kdežto bílkovinné chloraminy mají delší životnost a zachovávají si určitou oxidační kapacitu. Thomas a spol. vyvodili ze svých výsledků, že se většina organických chloraminů rozpadla vnitřním přeuspořádáním a že menší množství dostupných aminových skupin napadlo peptidovou vazbu, čímž rozštěpily bílkovinu. McKenna a Davies zjistili, že pro rozbití bílkovin in vivo je potřeba 10mM nebo koncentrovanější HClO. V souladu s těmito výsledky se později došlo k tomu, že chloramin podléhá přeuspořádání molekuly, přičemž uvolňuje HCl a amoniak za vzniku amidu. Amidová skupina může dále reagovat s jinou aminoskupinou za vzniku Shiffových bází, přičemž se bílkoviny prokřižují a agregují.

#### Reakce s DNA a nukleotidy
Kyselina chlorná pomalu reaguje s DNA a RNA, stejně jako se všemi nukleotidy in vitro. Guanosinmonofosfát (GMP) je nejreaktivnější, protože HClO reaguje jak s heterocyklickou NH skupinou, tak s aminoskupinou. Stejným způsobem je druhým nejreaktivnějším thymidinmonofosfát (TMP) pouze s heterocyklickou NH skupinou. Adenosinmonofosfát (AMP) a cytidinmonofosfát, které mají pouze pomalu reagující aminoskupinu, s HClO reagují méně. Uridinmonofosfát (UMP) reaguje jen velmi pomalu. Heterocyklické NH skupiny jsou reaktivnější než aminoskupiny a jejich sekundární chloraminy jsou schopny poskytovat chlor. Tyto reakce často interferují s párováním bází DNA, a v souladu s tím přišel Prütz s tvrzením o snížené viskozitě DNA vystavené HClO, podobně jak to lze pozorovat u tepelné denaturace. Sacharidové části jsou nereaktivní a páteř DNA není poškozována. NADH může reagovat s chlorovanými TMO a UMP stejně, jako to dělá s HClO. Tato reakce může regenerovat UMP a TMP a dávat 5-hydroxyderiváty NADH. Reakce s TMP a UMP je pomalu reverzibilní a regeneruje HClO. Druhá pomalá reakce, která ústí v rozštěpení pyridinového kruhu, se vyskytuje při nadbytku HClO. NAD+ je k HClO inertní.

#### Reakce s lipidy
Kyselina chlorná reaguje s nenasycenými vazbami v lipidech, ne však s vazbami nasycenými, a chlorný iont se této reakce neúčastní. K této reakci dochází hydrolýzou s přidáním chloru k jednomu z uhlíků a hydroxylu k druhému. Výslednou sloučeninou je chlorhydrin. Polární chlor narušuje lipidové dvouvrstvy a může zvýšit permeabilitu. Pokud se chlorhydrin tvoří v lipidových dvouvrstvách červených krvinek, permeabilita se zvýší. K poškození dojde jen v případě, že se vytvoří dostatek chlorhydrinu. Přísun předem připraveného chlorhydrinu do červených krvinek také zvýší permeabilitu. Byly pozorovány i chlorhydriny cholesterolu, ale neměly významné dopady na permeabilitu, a předpokládá se, že za touto reakcí stojí chlor.

## Mechanismus dezinfekčního účinku
Escherichia coli vystavená kyselině chlorné ztrácí životaschopnost za méně než 100 ms inaktivací mnoha vitálních systémů. Udávaná LD50 kyseliny chlorné je 0,0104 - 0,156 ppm a 2,6 ppm způsobuje 100% inhibici růstu do 5 minut. Je však třeba zmínit, že koncentrace potřebná pro baktericidní aktivitu je silně závislá na koncentraci bakterií.

### Inhibice oxidace glukózy
V roce 1948 Knox a spol. vytvořili hypotézu, že inhibice oxidace glukózy je hlavním faktorem baktericidní povahy roztoků chloru. Aktivní činidlo (nebo více činidel) zde mělo difundovat přes cytoplazmatickou membránu a inaktivovat klíčové sulfhydrylové enzymy v procesu glykolýzy. Tato skupina byla také první, které zmínila, že roztoky chloru (HClO) inhibují sulfhydrylové enzymy. Pozdější studie ukázaly, že při baktericidních úrovních součásti cytosolu s HClO nereagují. V souladu s tím McFeters a Camper zjistili, že aldoláza, enzym který se podle Knoxe a spol. měl deaktivovat, byl in vivo HClO nedotčen. Dále se ukázalo, že ztráta sulfhydrylů nekoreluje s inaktivací. Proto vyvstala otázka, co způsobuje inhibici oxidace glukózy. Zjištění, že HClO blokuje indukci β-galaktosidázy přidáním laktózy, vedlo k možnosti na tuto otázku odpovědět. Adsorpce radioaktivně označkovaných substrátů jak hydrolýzou ATP, tak kotransportem protonů, může být blokována expozicí HClO, což předchází ztrátě životaschopnosti. Z tohoto pozorování vznikla hypotéza, že HClO blokuje adsorpci nutrientů inaktivací transportních bílkovin. Otázka ztráty schopnosti oxidace glukózy byla dále zkoumána ve smyslu ztráty respirace. Venkobachar a spol. zjistili, že sukcinátdehydrogenáza byla in vitro inhibována HClO, což vedlo k pátrání po možnosti, že poškození elektronového transportu by mohlo způsobovat inaktivaci bakterií. Albrich a spol. následně zjistili, že HClO ničí cytochromy a klastry železo-síra, a pozorovali, že adsorpce kyslíku je HClO znemožněna a že jsou zničeny adeninové nukleotidy. Dále pozorovali, že paralelně se ztrátou respirační aktivity nastala nezvratná oxidace cytochromů. Jednou z cest, která se týkala ztráty schopnosti adsorpce kyslíku, bylo studium účinků HClO na sukcinátový elektronový transport Rosen a spol. zjistili, že úroveň redukovatelných cytochromů v buňkách zasažených HClO byla normální a tyto buňky je nebyly schopny redukovat. HClO inhibovala také sukcinátdehydrogenázu a zastavila tak tok elektronů ke kyslíku. Pozdější studie odhalila, že se nejdřív zastavuje aktivita ubichinoloxidázy a stále ještě aktivních cytochromy redukují zbývající hydrochinon. Cytochromy poté přenášejí elektrony je kyslíku, což vysvětluje, proč nelze cytochromy reoxidovat, jak pozorovali Rosen a spol. Tuto cestu výzkumu však ukončili Albrich a spol., když zjistili, že buněčná inaktivace předchází ztrátě respiračních schopností. Došli k tomu použitím průtokového směšovacího systému, který umožňoval kontrolu životaschopnosti s mnohem větším časovým rozlišením. Tato skupina zjistila, že buňky, které jsou schopny dýchání, se po expozici HClO nedělí.

### Úbytek adeninových nukleotidů
Za předpokladu eliminace ztráty dýchacích funkcí navrhli Albrich a spol. hypotézu, že příčinou smrti buněk může být metabolická dysfunkce způsobená úbytkem adeninových nukleotidů. Barrette a spol. studovali tento úbytek prostřednictvím sledování energetické bilance buněk vystavených HClO a zjistili, že tyto buňky nejsou schopny po dodání živin zvýšit svoji energetickou zásobu. Vyvodili z toho závěr (na základě toho, že absorpce metabolitů byla po expozici HClO snížena jen o 45 % a na základě pozorování, že HClO způsobuje vnitrobuněčnou hydrolýzu ATP), že exponované buňky ztratily schopnost regulovat svou adenylátovou rezervu. Potvrdilo se také, že složky cytosolu zůstávají při baktericidních úrovních nedotčeny. Vznikla tedy hypotéza, že změny některé membránové bílkoviny ústí v rozsáhlou hydrolýzu ATP a toto společně s neschopností buňky odstraňovat AMP z cytosolu tlumí metabolismus buňky. Jednou z bílkovin, s nimiž je spjata ztráta schopnosti regenerovat ATP, je podle zjištění ATP syntáza. Podstatná část tohoto výzkumu dýchání opět potvrdila pozorování, že příslušné baktericidní reakce probíhají na buněčné membráně

### Inhibice replikace DNA
Nedávno vznikla hypotéza, že inaktivace bakterií kyselinou chlornou je výsledkem inhibice replikace DNA. Jsou-li bakterie vystaveny HClO, dojde k prudkému poklesu syntézy DNA, který předchází inhibici syntézy bílkovin a který jde ruku v ruce se ztrátou životaschopnosti. Během replikace bakteriálního genomu ori místo (u E. coli je to oriC) se váže na bílkoviny, které jsou spjaty s buněčnou membránou, a bylo pozorováno, že působením HClO klesá afinita extrahovaných membrán k oriC a tato snížená afinita rovněž kopíruje ztrátu životaschopnosti. Studie, kterou prováděli Rosen a spol., porovnávala míru inhibice replikace DNA plazmidů s jinými ori místy kyselinou chlornou a zjistila, že určité plazmidy vykazovaly v inhibici replikace zpoždění, v porovnání plazmidy obsahujícími oriC. Výsledkem byla hypotéza, že inaktivace membránových bílkovin zúčastněných v replikaci DNA je mechanismem účinku kyseliny chlorné.

### Rozvíjení a agregace bílkovin
O HClO je známo, že způsobuje posttranslační modifikace bílkovin, jmenovitě oxidaci cysteinu a methioninu. Čerstvé výzkumy baktericidní role kyseliny chlorné odhalily, že je potentním induktorem agregace bílkoviny Hsp33, ochranné bílkoviny známé tím, že se aktivuje při oxidativní tepelné zátěži a chrání bakterie před účinky HClO tak, že účinkuje jako holdáza a efektivně zabraňuje agregaci bílkovin. Kmeny E. coli a Vibrio cholerae, kterým chybí Hsp33, byly shledány zvláště citlivé na HClO. Hsp33 chrání mnoho esenciálních bílkovin před agregací a inaktivací, které jsou pravděpodobně zprostředkovatelem baktericidních účinků kyseliny chlorné.

## Dezinfekční účinky
Minimální baktericidní koncentrace (MBC) kyseliny chlorné se pohybuje od 0,169 do 2,77 μg/ml (mg/l) při expozici 60 minut za pokojové teploty, v závislosti na konkrétním mikroorganismu - např. 0,173 μg/ml pro Staphylococcus aureus, 0,35 μg/ml pro Pseudomonas aeruginosa, 0,676 μg/ml pro Enterobacter aerogenes nebo 2,77 μg/ml Micrococcus luteus. Specifickým případem se při testech ukázala být plíseň Aspergillus niger, která vyžadovala koncentraci 86,6 μg/ml.
Při časovém testu baktericidních účinků kyseliny chlorné při minimální baktericidní koncentraci byla většina druhů patogenů usmrcena prakticky okamžitě, některé vyžadovaly expozici 2 minuty, pouze pro Streptococcus pyogenes byla potřebná doba delší než 15 minut.
Při komparativní časové studii kyseliny chlorné, chlornanu sodného a peroxidu vodíku se kyselina chlorná ukázala jako výrazně nejrychleji baktericidní (potřebný čas byl pro všechny tři testované organismy pod 1 minutu, kdežto chlornan sodný vyžadoval až 20 minut a pro peroxid vodíku nestačilo ve dvou případech ani 90 minut). Komparativní test uvedených sloučenin z hlediska MBC ukázal u chlornanu sodného zhruba dvoj- až sedminásobné koncentrace a u peroxidu vodíku až více než tisícinásobné koncentrace oproti kyselině chlorné.

## Bezpečnost
Kyselina chlorná je silný oxidant a může tvořit výbušné směsi.